# Мамаев, Хату
Хату Мамаев (чечен. Момин Хьоту, также известен как наиб Хето; 1822, Гендерген, ист. область Ичкерия — 1893, там же) — чеченский полководец XIX века, в 1855—1857 годах руководил Ауховским наибством. Был в числе наиболее отважных наибов имама Шамиля. После сдачи Шамиля в плен прекратил сопротивление. Спустя 3 года поступил на царскую службу; командовал 5 сотней в Чеченском конном полку. Брат Хозы Мамаева. Также являлся организаторам Восстание в Чечне (1860—1861).

## Биография
Сын Мамма — участника обороны Ахульго в 1839 году. В 1850 году был назначен младшим наибом и поставлен во главе небольшого карательного отряда. Он проявлял большую активность при подавлении аулов Ичкерии и Дагестана, выступавших против имама Шамиля. 
1854 году принимал участие в походе большого отряда горцев на Кахетию под личным руководством имама Шамиля. Горцам удалось прорваться за реку Алазани, сжечь усадьбу Цинандали, принадлежавшую князю Давиду Чавчавадзе, захватить в плен его семью и вывезти её в Ичкерию, в аул Ведено.
В 1855 году он занял пост руководителя Ауховского наибства, сменив на этой должности своего брата Хозу, который погиб в сражении. Среди наибов имама Шамиля он был известен своей храбростью, жестокостью и коварством
Не позднее 1856 года по поручению имама Шамиля ездил к генералу барону Леонтию Павловичу Николаи в Герзель-аул вместе со священником отцом Алексеем, который был среди чеченцев с начала Кавказской войны. Они привезли разную церковную утварь и духовые инструменты для вновь построенной церкви в столице Шамиля Дарго-Ведено.
После сдачи (пленения) имама Шамиля Хату Мамаев прекратил войну и власть наделила его полномочиями назначать в Ичкерии старших сёл и глав администраций. Согласно народным преданиям, когда проситель на эту должность начинал доносить на своих односельчан, Хату убивал его со словами: «ты опасный человек для народа».
В середине 1860-х годов поступил на царскую службу, командовал 5 сотней в Чеченском конном полку, за свою службу был удостоен различных наград.
Умер в 1893 году. Похоронен в родовом селении Гендерген Ножай-Юртовского района Чеченской Республики.

## Семья

### Дети
Сын Темиргере, был женат на Апи — дочери наиба из Салатавии Хаджибека.

### Потомки
Элдар-Хаджи Юсупов — участник двух войн в Чечне, кавалер высшего ордена ЧРИ «Честь Нации».
Асламбек Тимергераев — известный педогод и общественный деятель Чечни.

## Память
В 1992 году указом президента самопровозглашенной ЧРИ Джохара Дудаева одна из улиц Грозного была переименована в «Наиб Хьотин урам».